# 481년

## 연호
- 남제(南齊) 건원(建元) 3년
- 북위(北魏) 태화(太和) 5년

## 기년
- 남제(南齊) 고제(高帝) 3년
- 북위(北魏) 효문제(孝文帝) 11년
- 신라(新羅) 소지 마립간(炤知麻立干) 3년
- 고구려(高句麗) 장수왕(長壽王) 69년
- 백제(百濟) 동성왕(東城王) 3년

## 사건
고려 · 말갈 동맹군이 신라를 쳐서 7개 성을 깨뜨리고 미질부로 진군하자, 백제 · 신라 · 가야 동맹군이 이를 섬멸하고 강릉의 이천 서쪽까지 쫓아가 천여 명의 목을 베었다.

클로비스가 프랑크 왕국의 메로베우스 왕조를 개창하였다.